# 賽馬會手語雙語共融教育計劃
賽馬會手語雙語共融教育計劃（英語：Jockey Club Sign Bilingualism and Co-enrolment in Deaf Education Programme），是由香港中文大學手語及聾人研究中心於2006年8月獲香港賽馬會撥款成立，試行一個可讓聾生和健聽學生在語言及學習上共同受益的教育研究項目。

## 計劃內容
現時有三間學校實行此計劃，通過手語促進聾生及健聽學生的語言發展。校方安排師生接受手語訓練，並派出聾人老師參與課堂協作，提供即時手語翻譯，協助學校制訂教學策略，建立聾健共融的校園。
從2006年開始，參與此計劃的九龍灣聖若翰天主教小學獲香港賽馬會撥款額外聘請聾人老師，每級有一班可錄取6名聾童，上課時原任老師主要以口語教學，而聾人老師以手語作翻譯。

## 學校伙伴
- 香港空運業界嬰兒園
- 平安福音堂幼稚園 (牛頭角)
- 九龍灣聖若翰天主教小學
- 樂道中學
- 獻主會聖母院書院
- 獻主會小學

## 計劃成效
香港中文大學耳鼻咽喉頭頸外科學系副教授李月裳指出，參與此計劃的聾生在粵語語法、詞義關係、篇章理解和故事重述四大口語發展範疇，均比非共融聾生優勝，而且共融聾生緊隨健聽學生發展，主科及格率也相對提高。 

## 研究結果
香港中文大學與香港賽馬會一項研究發現，同時以手語及口語教授聾童，學習效果更顯著，學習速度較平常快五成，一半學童在表達能力上能夠趕上健聽學生進度。
此外，研究結果亦顯示，在豐富的語言環境下學習的聾生，其讀寫能力和口語普遍能增長至滿意水平，他們的口語表達能力更是持續進步。不少聾人教育專家已證實手語能助聾人書面語和口語發展，此計劃進一步印證手語有助聾生在主流學校學習而不會令口語退步。由此可見，手語並沒有威脅聾生不去學習口語，反而藉著手語明白更多概念後，更願意學習口語。

## 其他國家的研究結果
美國、歐洲、澳洲等地都有學校將手語列入一般兒童的教學課程內。有專家表示，手語亦是語言的一種，兒童自小若能學習手語可增加他們的理解力及專注力。此外，美國一項研究顯示，利用磁力共振檢視人們腦部反應，發現一般人在進行寫作測驗時，只有左腦腦部出現反應；相反，利用手語去表達的一群參與者，他們的左右腦部同時作出反應，顯示手語有助人的腦部發展。而外國資料又顯示，有學習手語的聾人，考獲高等或大學資格的比例較高，達70%。

## 成功個案

### 陳紀尤
深度弱聽的陳紀尤指出，即使戴上助聽器亦只能聽到少許聲音，須口語、手語並用才能跟人溝通。她就讀小學時在九龍灣聖若翰天主教小學接受融合教育，目前香港政府有提供聾人專用耳機作輔助，亦有撥款供有關學校為聾生提供語言訓練，但耳機對深度弱聽的陳紀尤幫助不大，很多時候還是聽得不太清楚，嚴重影響學習。幸好她獲得此計劃的協助，專門有一名聾人老師從旁協助聽課，情況得以改善。

### 王雪盈
王雪盈因天生沒有耳蝸，聽覺極差，就算飛機在旁飛過也聽不到，手語教學能幫助她如健聽學生般上課，甚至加入學校的舞蹈隊。就算聽不到音樂亦能跳舞，她指可以觀察同學的動作，有時健聽同學見她跟不上，會主動向她以手語解釋，相處融洽。

### 曾嘉茵
天生深度弱聽的曾嘉茵指出，由於聽力不佳，結果默書零分。她指出自己說話及發音大致正常，以前學校的老師誤以為聾生戴上助聽器便與一般人無異，但每當老師背向學生，或聾生要邊抄邊聽，看不到口形，聽課便會十分困難。
最後，曾嘉茵轉校往有參與此計劃的樂道中學重讀中一。上課時聾人老師會坐在聾生附近，艱深的內容會輔以手語重新講述，又在課後為聾生補課，她最終考獲全班頭數名。

## 香港人道年獎
香港中文大學手語及聾人研究中心總監鄧慧蘭教授，由於她從不間斷地推動亞洲地區的手語研究及積極推動主流學校實行此計劃，經過多年的努力，讓她獲得2013年度「香港人道年獎」。

## 聾人機構的反應
此計劃獲多間聾人機構的支持和肯定。「龍耳」接受訪問時表示認同及讚賞。
|                                              | 中文大學手語研究學院的手語雙語共融計劃做得很好，在小學已經做了六年，那班小學生已經上中學！一班有幾個聾童，其他都是健聽。上堂時，一個聾的老師用手語，一個健聽老師用口語，學生可以選擇，健聽同學看得多也懂得手語，可以做手語翻譯。課堂上，小朋友關係融洽，可以互相溝通。 |
| ——「龍耳」，信報財經新聞，刊登於2014年7月7日 | |

## 列入國際上成功的融合教育例子
此計劃獲聯合國教育、科學及文化組織國際教育局列入傑出融合教育例子資料庫。這資料庫是屬於海灣阿拉伯國家教育研究中心及國際教育局合辦的融合教育發展計劃，目的是為海灣阿拉伯地區製作資源發展融合教育及為政府决策者、學校、老師和其他相關者提供國際上成功的融合教育例子作參考，以推動當地的融合教育發展。
|                                 | The program — the first of its kind in Asia — was launched by the Centre for Sign Linguistics and Deaf Studies (CSLDS) at The Chinese University of Hong Kong in 2006 and has since earned recognition from the UNESCO International Bureau of Education. |
| ——中國日報，刊登於2014年4月17日 | |

## 舉辦國際研討會
隨著該計劃的成功，香港中文大學每年都會舉辦國際研討會，吸引荷蘭、中國大陸、日本、斯里蘭卡、柬埔寨、土耳其、印尼、美國以至台灣等世界各地的聾人教育研究者來港參觀計劃，亦邀請香港及海外的聾人教育和手語語言學專家發表演說。

## 各地交流及分享

### 台灣
此計劃的團隊分別於2012年及2013年到訪台灣分享此計劃的經驗。這兩次的交流包括特殊教育、聽語治療、手語研究、以及聾人團體等各領域、關心聾人教育的人士參加。有老師表示這樣的口語、手語一起使用的學習方式，對聾生都有很大的幫助。希望借助香港的成功經驗，供台灣借鑑。

### 澳門
在2015年6月，澳門聾人協會組織澳門聾人、聾童家長及工作人員，邀請澳門托兒所的員工赴港觀摩香港托兒所及幼稚園的手語雙語教育模式。
這次交流了解到如何將日常教學活動中加入手語元素，當中更針對一般幼稚園及嬰兒園的幼兒，分別設有手語雙語中文閱讀班、嬰兒手語班及家長手語課程，透過富啟發性的活動，運用口語、自然手語及書面語言為聾童提供語言輸入，盡早於語言發展黃金期奠定穩固的語言基礎。
在交流過程中，參與計劃的聾、健孩子的家長均表示，利用手語有助兒童接收更多訊息，與子女多了溝通表達的途徑，促進親子關係。亦可讓子女積極參與校園生活，與同學建立良好關係，充分認同此計劃帶來成果，鼓勵其他地區或組織推行類似的項目。另外，有教師分享在活動中加入手語後，兒童的理解、專注力及表達能力都有所提升，真正達至融合教育的目的，亦啟發思考聾童不同介入模式的可行性，供澳門借鑑。

## 計劃引進各地的情況

### 台灣
在2014年，台灣中山醫學大學語言治療與聽力學系與台中和平國小一起合作，進行手語雙語閱讀繪本教學的實驗研究，這是台灣第一次在國小進行實驗，讓班上聽力正常的學生和聽損的同學，一起透過口語和手語上課。此計劃的主持人劉秀丹指出，就算科技再進步，助聽器或人工耳蝸都不能夠讓聾生完全聽懂。透過手語的輔助，可以幫助聾童瞭解別人的說話。此外，她亦希望透過這些證據，告訴相關的聾人教育決策者，找到一個在台灣落實手語雙語教育的一個方法和方向。

### 澳門
澳門聾人協會於2015年8月至12月期間舉行「手語．悠落區」活動，並於2015年8月30日邀請香港中文大學手語及聾人研究中心團隊成員赴澳主持交流活動，藉此探索澳門聾人手語雙語共融教育方法及模式，優化澳門的手語發展。香港中文大學手語及聾人研究中心高級項目主任姚勤敏指出，目前澳門的大學沒有手語認可的專門學科，學術研究方面亦未能開始，期望通過該校同澳門聾人協會一起發展手語研究，藉此在教育方面幫助澳門聾生。

## 外部連結
- 官方網頁 （页面存档备份，存于）
- Facebook專頁 （页面存档备份，存于）